# Wellendingen (Bonndorf im Schwarzwald)
Wellendingen ist ein Stadtteil der baden-württembergischen Stadt Bonndorf im Schwarzwald im Landkreis Waldshut.

## Geographie
Wellendingen liegt im Südschwarzwald wenige Kilometer unterhalb des Talabschlusses des Ehrenbachtales unterhalb der Stadt Bonndorf.
Während der Anfang des Ehrenbachtals noch im Muschelkalk liegt, schneidet der Bach in und unterhalb von Wellendingen den Buntsandstein und anschließt das Grundgebirge mit dem sogenannten Wellendinger Granit an.

## Geschichte
Wellendingen wird 1352 erstmals urkundlich genannt, war jedoch schon in der Frühzeit besiedelt was durch Funde von alemannischen Gräbern belegt ist. Die Herren von Rechberg hatten das Dorf großteils im Besitz, unklar ist von welcher Herrschaft sie es übernahmen, angenommen wird von den Herren von Roggenbach, die es jedoch später wiedererlangten, darauf aber wieder an die Rechberger zurückgaben, denn 1460 verkaufte Elisabeth von Rechberg zu Hohenrechberg das Dorf Wellendingen an die Herren von Lupfen. Durch Erbfolge kam der Ort an die Herren von Mörsperg. 1609 verkauften sie an das Kloster St. Blasien, Wellendingen wurde Teil der Grafschaft Bonndorf. Das Kloster Berau hatte jedoch, wie auch St. Blasien, bereits zuvor schon Lehensbesitz im Ort. Mit der Auflösung des Klosters St. Blasien in der Säkularisation kam Wellendingen zum Großherzogtum Baden und war bis zur Eingemeindung am 1. Januar 1972 eine selbständige Gemeinde.

## Religion und Kirche

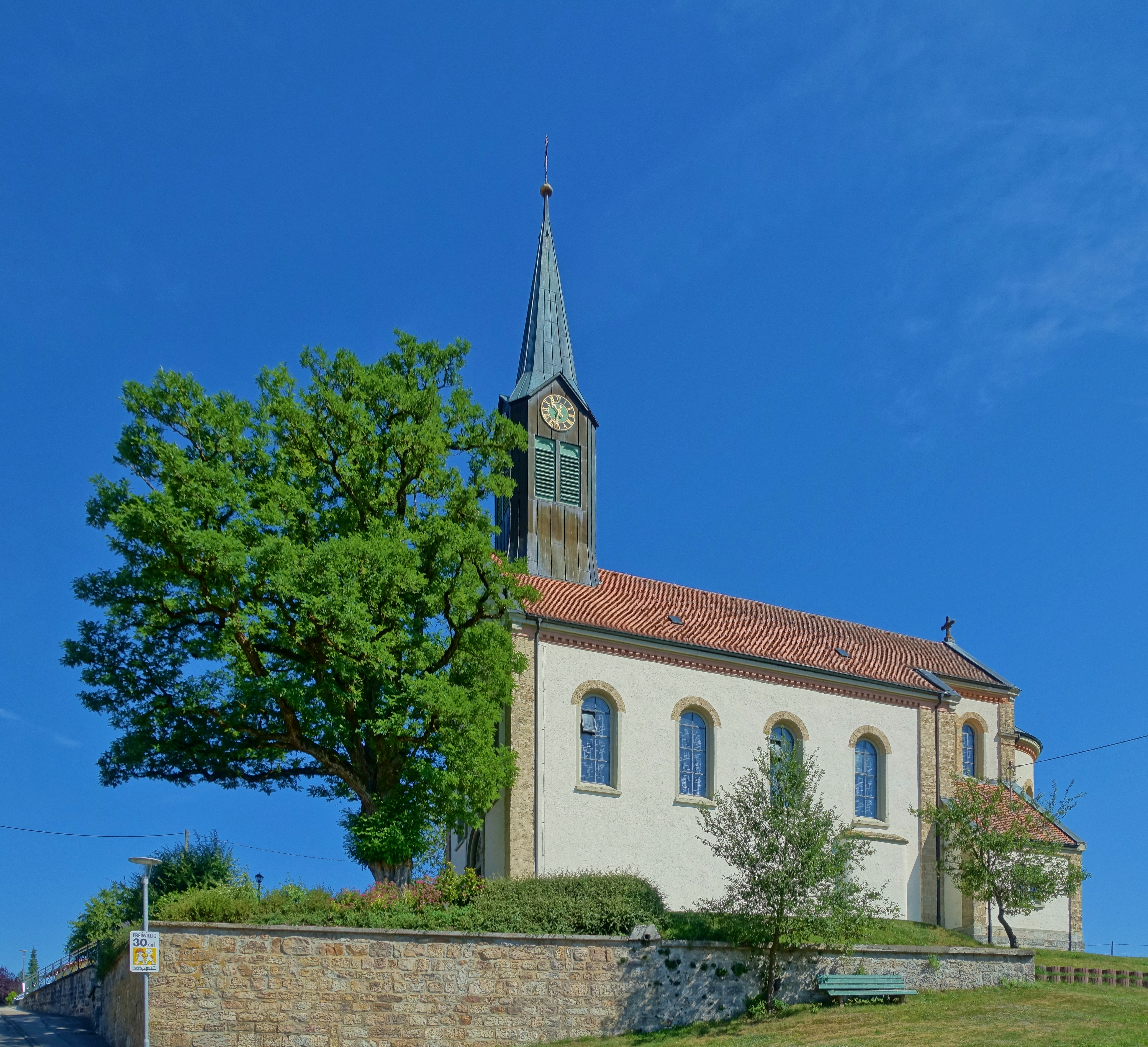
Neuromanische Kirche St. Nikolaus

Die erste Kirche wird 1360 erwähnt. Wellendingen war immer Filialkirche von Bonndorf. Die Kirche ist dem Heiligen Nikolaus geweiht. Ein erster größerer Kirchenbau ist nach dem Dreißigjährigen Krieg bezeugt, welcher 1672 vom Konstanzer Bischof konsekriert wurde. Diese Kirche wurde 1872/1873 durch einen neuromanischen Kirchenbau ersetzt.
Er war, wie die Hauptkirche in Bonndorf, durch Franz Joseph Simmler im Nazarenerstil ausgestaltet worden. Bei der Renovierung 1960 entfernte man die Ausmahlungen und Altäre aus dieser Zeit. Vom einstigen Hochaltar (1910 von Moroder geschaffen) zieren heute die Figuren der Vierzehn Nothelfer mit der Nikolausstatue den Chorraum. Die Filialgemeinde Wellendingen gehört heute zur Seelsorgeeinheit Bonndorf-Wutach.

## Wirtschaft
Wellendingen ist landwirtschaftlich und handwerklich geprägt. Hierzu wurde in Wellendingen eine Getreidemühle am Ehrenbach betrieben, die noch heute in erweiterter Form besteht. Gleichzeitig gab es in Wellendingen zwei Sägewerke und im Steinatal die Wellendiger Säge. Neben den landwirtschaftlichen Betrieben existieren heute mehrere Mittelstands- und Handwerksbetriebe aus den Bereichen Fahrzeug- und Holztechnik sowie der Baubranche. In den letzten Jahren wollte man unterhalb von Wellendingen, auf der Gemarkung von Brunnadern, einen Steinbruch zur Gewinnung des Wellendingers Granits einrichten. Zum einen gab es dagegen massiven Widerstand aus der Bevölkerung, zum anderen erbrachte ein Gutachten, dass der Granit an der geplanten Abbaustelle von einer bis zu 25 m mächtigen Buntsandsteinschicht überdeckt ist, was einen Abbau unwirtschaftlich macht.

## Verkehr
Wellendingen liegt an der Bundesstraße 315, von der am unteren Ortsende die Landstraße über den „Dinstig“ einem Steilstück zur Wittlekofer Höhe und weiter über die Hochfläche der „Alp“ nach Stühlingen und als Übergang zum Wutach- und Steinatal abzweigt. Der „Dinstig“ dürfte für Dienstgang stehen, musste hier doch in früheren Jahren bei den Fuhrwerken Vorspann- und Bremsendienst zur Überwindung des Aufstiegs geleistet werden. Wellendingen wird durch die Buslinien Stühlingen – Bonndorf und Waldshut – Bonndorf nahverkehrstechnisch bedient.

## Kultur und Sehenswürdigkeiten

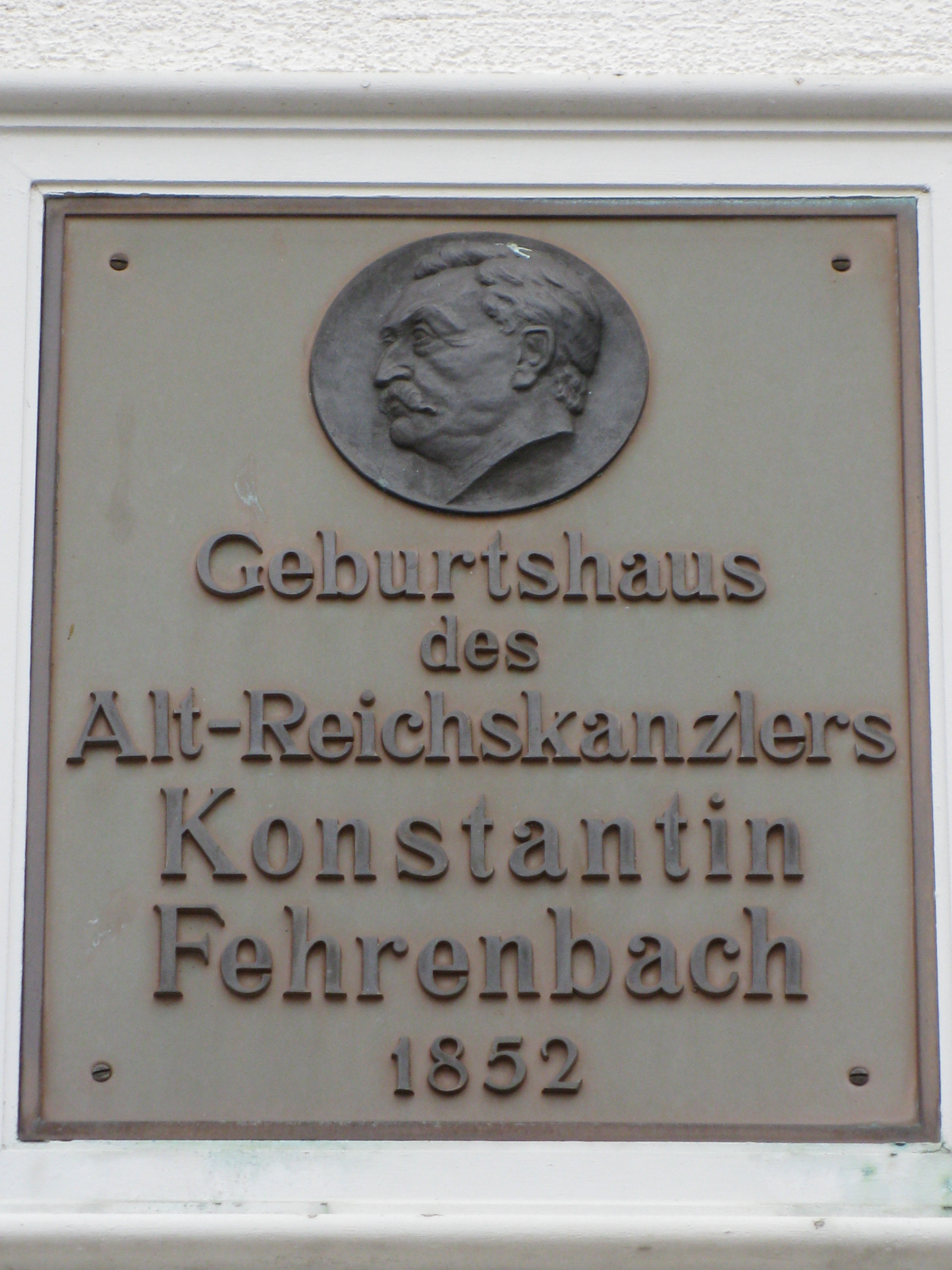
Gedenktafel am Geburtshaus von Constantin Fehrenbach

Im Osten von Wellendingen, auf dem Höhenrücken nach Brunnadern, erstreckt sich auf einer Höhe von ca. 850 m das Naturschutzgebiet Steppenheide Hardt, an dem der Südschwarzwald-Radweg vorbeiführt. In Wellendingen wurde Constantin Fehrenbach, Reichskanzler der Weimarer Republik geboren. An seinem Geburtshaus, dem einstigen Schulhaus, erinnert heute eine Gedenktafel an Fehrenbach. Ebenso ist eine Straße in Wellendingen nach ihm benannt. Auf beiden wird der Vornamen des Politikers mit K geschrieben, obwohl er auf die Form mit C getauft wurde.

## Persönlichkeiten
- Constantin Fehrenbach (1852–1926), Politiker, Reichskanzler 1920/1921